# San Manuel Quiriceo
San Manuel Quiriceo är en ort i Mexiko.   Den ligger i kommunen Valle de Santiago och delstaten Guanajuato, i den centrala delen av landet, 250 km nordväst om huvudstaden Mexico City. San Manuel Quiriceo ligger 1 714 meter över havet och antalet invånare är 192.
Terrängen runt San Manuel Quiriceo är huvudsakligen platt, men söderut är den kuperad. Runt San Manuel Quiriceo är det ganska tätbefolkat, med 239 invånare per kvadratkilometer. Närmaste större samhälle är Salamanca, 12,5 km nordost om San Manuel Quiriceo. Trakten runt San Manuel Quiriceo består till största delen av jordbruksmark.